# هزاره اول (پیش از میلاد)

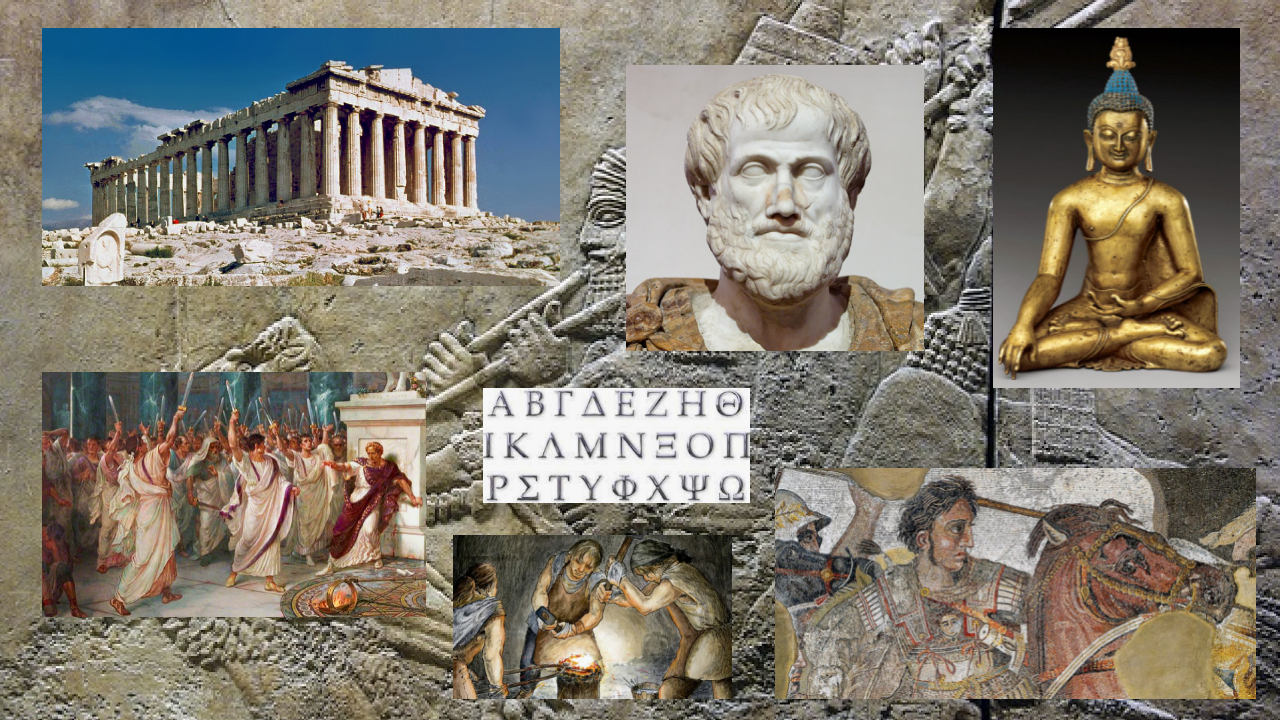
از چپ در جهت عقربه‌های ساعت: پارتنون، معبد سابق واقع در آتن، یونان؛ نیم‌تنه ارسطو، فیلسوف یونانی؛ مجسمه بودا، معلم معنوی و بنیانگذار بودیسم؛ تصویر اسکندر کبیر، پادشاه ایرانی، داریوش سوم؛ حروف الفبای یونانی؛ افرادی که در عصر آهن کار می‌کردند، که زمانی بین ۱۲۰۰ تا ۶۰۰ قبل از میلاد آغاز شد؛ جولیوس سزار در ۴۴ قبل از میلاد توسط سناتورهای رومی ترور شد.

هزارهٔ اول پیش از میلاد

## رویدادها
- فراگیری عصر آهن در همه خاور نزدیک
- شاهنشاهی هخامنشی در این دوره بود.

## شخصیت‌های برجسته
کوروش هخامنشی
ژولیو سزار
لئونیداس
اسکندر مقدونی
خشایارشا
داریوش یکم
کلئوپاترا
عیسی مسیح

## سده‌ها
- سده ۱۰ پ. م
- سده ۹ پ. م
- سده ۸ پ. م
- سده ۷ پ. م
- سده ۶ پ. م
- سده ۵ پ. م
- سده ۴ پ. م
- سده ۳ پ. م
- سده ۲ پ. م
- سده ۱ پ. م